# Brandenberg (Tirol)
Brandenberg település Ausztriában, Tirolban a Kufsteini járásban található. Területe 130,18 km², lakosainak száma 1 527 fő, népsűrűsége pedig 12 fő/km² (2014. január 1-jén). A település 919 méteres tengerszint feletti magasságban helyezkedik el.
A település részei: 
- Aschau 
  - Burgstall
  - Furt
  - Gang
  - Haaser
  - Pinegg
  - Reischer
  - Rohrbach
  - Rohregg
  - Schneeberg
  - Stegen
  - Wildmoos
- Brandenberg
  - Anger
  - Arzberg
  - Audorf
  - Haidach
  - Hintereben
  - Markstein
  - Mösl
  - Mühlegg
  - Oberberg
  - Rinnerschwendt
  - Unterberg
  - Winkel

## Fordítás
- Ez a szócikk részben vagy egészben  a   Brandenberg című angol Wikipédia-szócikk ezen változatának fordításán alapul.  Az eredeti cikk szerkesztőit annak laptörténete sorolja fel. Ez a jelzés csupán a megfogalmazás eredetét és a szerzői jogokat jelzi, nem szolgál a cikkben szereplő információk forrásmegjelöléseként.